# Laclo
Laclo (Lacló, Laculo, Lakló, Lucló, Luclo) ist der Hauptort des gleichnamigen osttimoresischen Verwaltungsamts Laclo (Gemeinde Manatuto).

## Ortsname
Einer Version nach leitet sich der Ortsname von Galoli „Laco-O“ ab (deutsch „Ich rufe Dich“). Nach einer anderen Version sollen die Einwohner Laclos früher mit einem Damm einen großen See aufgestaut haben, der noch existierte, als die ersten Portugiesen das Land erreichten. „Laclo“ soll daher aus dem portugiesischen „Lago“ und dem Galoli-Wort „O“ gebildet sein und „Euer See“ bedeuten. Den See gibt es heute nicht mehr.

## Geographie
| Ortsteile von Laclo |                      |       |          |                      |       |
| Orte                | Position             | Höhe  | Orte     | Position             | Höhe  |
| Hahi Hoho           | 8° 33′ S, 125° 55′ O | 187 m | Hohorai  | 8° 33′ S, 125° 55′ O | 177 m |
| Laclo               | 8° 33′ S, 125° 55′ O | 177 m | Nacaleo  | 8° 33′ S, 125° 55′ O | 159 m |
| Readodoc            | 8° 33′ S, 125° 54′ O | 236 m | Umanaruk | 8° 33′ S, 125° 55′ O | 159 m |
| Umasurat            | 8° 33′ S, 125° 55′ O | 159 m |          |                      |       |

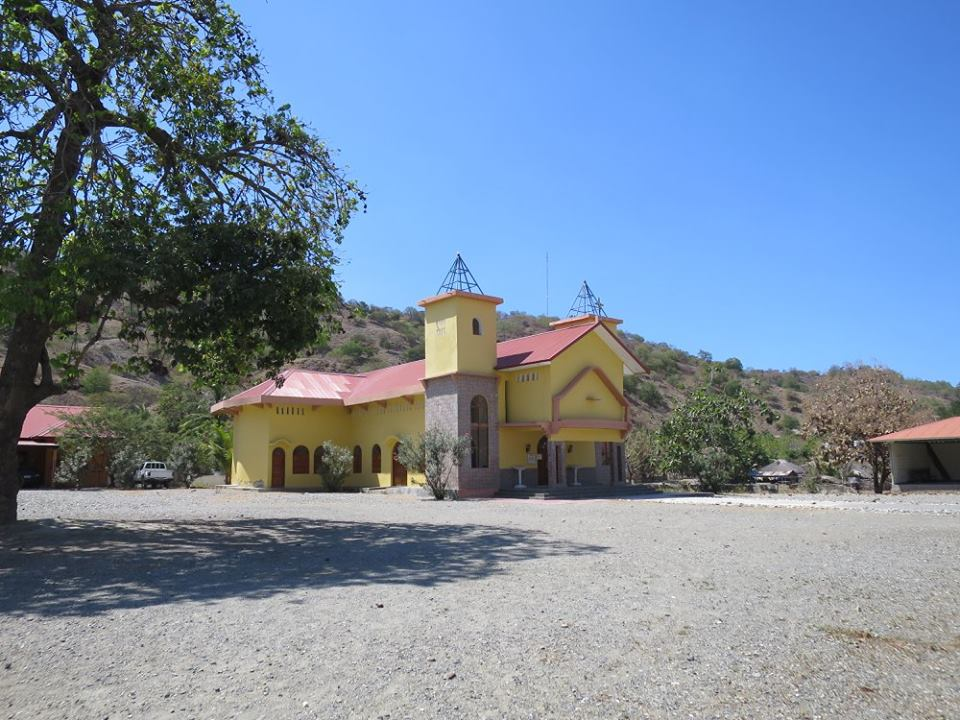
Die Kirche Coronel São Vicente Ferrer de Lacló

Der Ort Laclo liegt im Landesinneren Timors, etwa 31 km in Luftlinie östlich von der Landeshauptstadt Dili und knapp 13 km südwestlich der Gemeindehauptstadt Manatuto. Eine verhältnismäßig gut ausgebaute Straße führt von Laclo zur nördlichen Küstenstraße nahe Manatuto, die die Regionen des Landes verbindet. Laclo liegt auf einer Meereshöhe von 177 m, am Nordufer des Nördlichen Laclós. Sein Nebenfluss, der Liloco teilt den Ort Laclo. Der Osten mit den Ortsteilen Hahi Hoho (Hahihoho) und Nacaleo (Nacaleun, Nacleu) gehört zum Suco Uma Caduac, der Westen mit den Ortsteilen Laclo, Hohorai, Readodoc (Reododok, Leododok) Umanaruk und Umasurat gehört zum Suco Lacumesac.
In Laclo befinden sich zwei Grundschulen, die Escola Presecundaria Mantane und ein kommunales Gesundheitszentrum.
Die gelbe Pfarrkirche Coronel São Vicente Ferrer de Lacló mit zwei Türmen wurde am 10. Juli 2011 nach Renovierungsarbeiten neu geweiht. Sie liegt östlich des Flusses.

## Geschichte

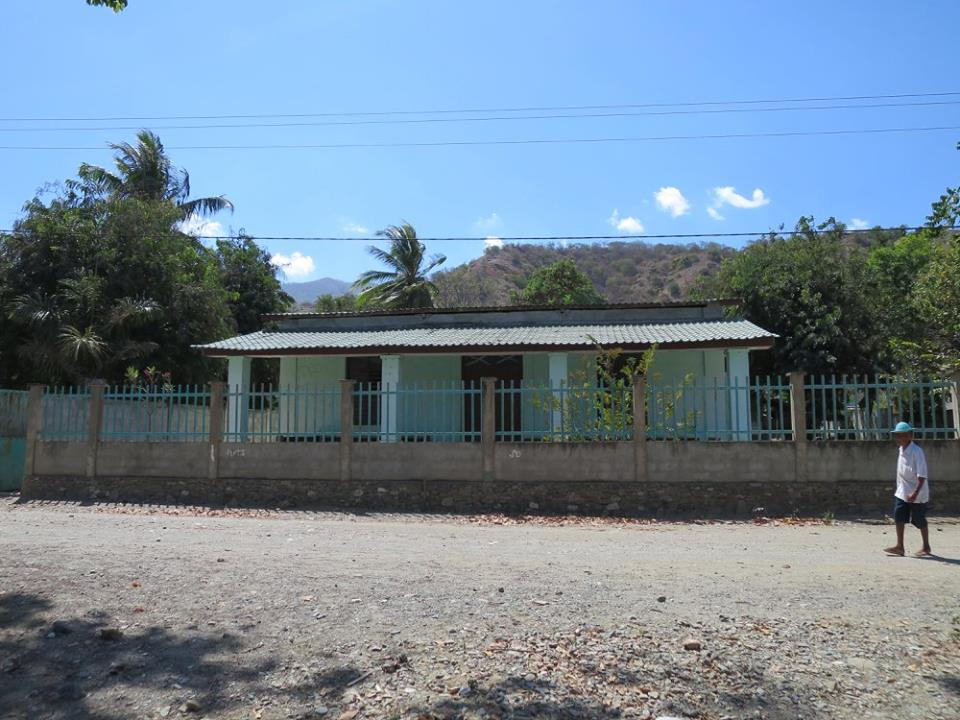
Die alte Grundschule stammt noch aus der portugiesischen Kolonialzeit

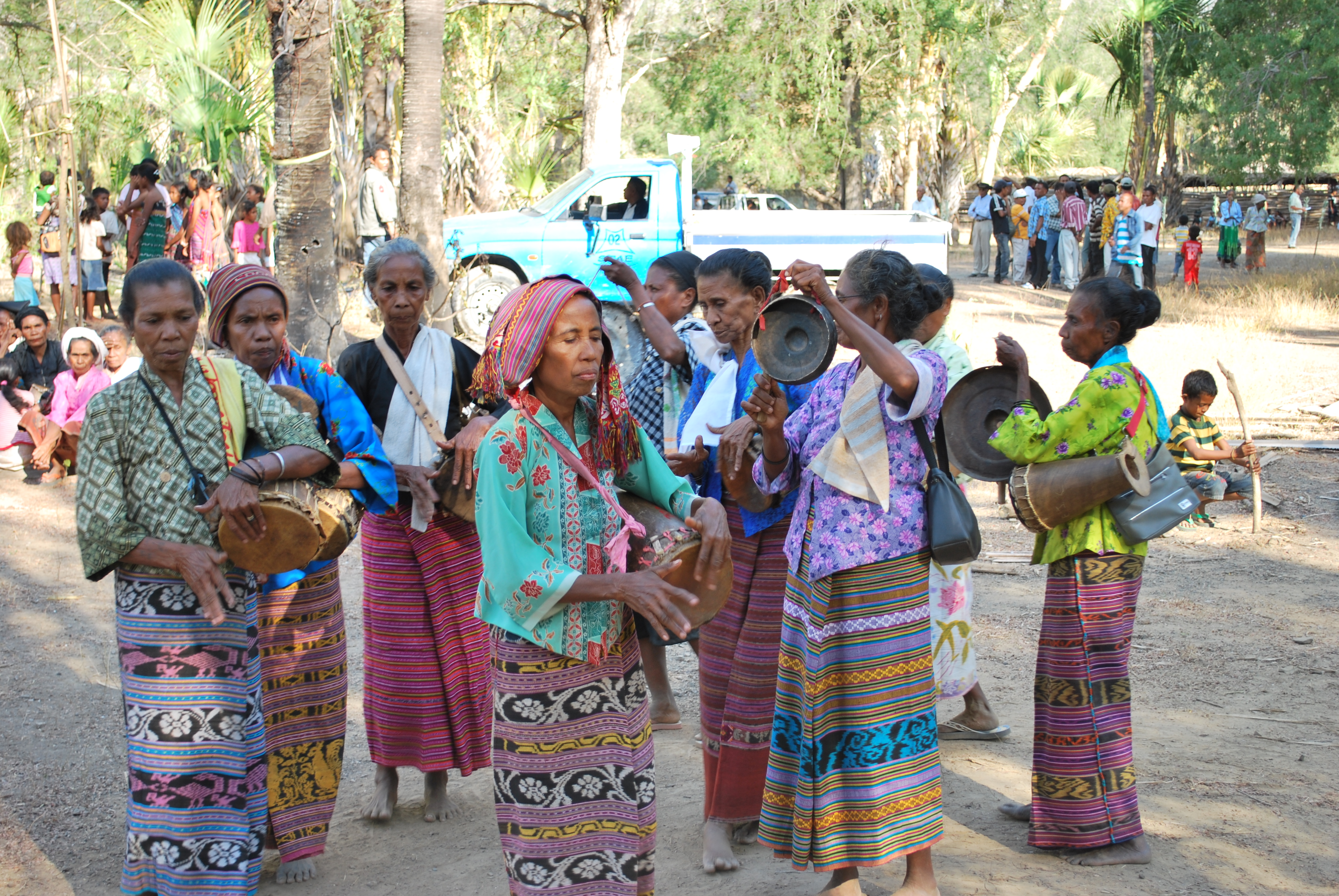
Fest in Laclo

Laclo war eines der traditionellen Reiche Timors, die von einem Liurai regiert wurden. Es erscheint auf einer Liste von Afonso de Castro, einem ehemaligen Gouverneur von Portugiesisch-Timor, der im Jahre 1868 47 Reiche aufführte. Der Liurai von Laclo gehörte zur Ethnie der Mambai.
1670 gründeten Franziskaner in Laclo eine Mission. 1752 wurde eine katholische Kirche errichtet. Neben Manatuto wurde Laclo zu einem christlichen Zentrum in der Region.
Im Frühjahr 1861 brachen in Laclo Revolten gegen die Zwangsarbeiten an öffentlichen Projekten aus. Gouverneur Afonso de Castro entsandte daraufhin Cabeira, einen Veteranen und Kenner des Landes, um eine Basis in Manatuto zu errichten. Doch er konnte nur auf einige Truppen aus Vemasse zurückgreifen. Bereits im April kam es zu Gefechten. Am 26. August wurde die Rebellion in Laclo niedergeschlagen. Das Lager der Rebellen wurde niedergebrannt und den einheimischen Verbündeten Plünderungen und die Kopfjagd auf die Rebellen erlaubt. Im Juni 1863 wurde ein Aufstand in Laga niedergeschlagen. Dabei wurde auch der Rebellenchef von Laclo gefangen genommen.
Während der Rebellion von Manufahi 1912 kam es in der Region erneut zu Kämpfen. Jaime do Inso, zweiter Leutnant des portugiesischen Kanonenboots Pátria berichtete von drei Köpfen, die in Laclo aufgehängt worden waren.
1935 nutzte der portugiesische Missionar Padre Ezequiel Enes Pascoal den Tod des rituellen Wächters des Uma Lulik von Laclo, um mit Hilfe einiger einheimischer Führer alle heiligen (lulik) Objekte zusammenzuraffen und neben der Kapelle auf einem Scheiterhaufen zu verbrennen.
Herrscher von Laclo
- Ynalou (1668)
- Dom Paulo Carceres (etwa 1769)
- Dona Rosa de Carceres (1815)
- Dona Ingracia Doutel Carceres (1854)
- Dom Ventura (1858?-nach 1861)
- Dom Boaventura dos Reis e Cunha (1861–1877)
- Dona Josepha Noronha Carceres (1879–1891)
- Dom Frederico dos Reis e Cunha (1879–1901)
- Dom Vicente dos Santos Carceres (1893–1896)
- Dom Luís dos Reis Noronha (vor 1912 bis 1935)

Laclo war 1976 ein Rückzugsgebiet der FALINTIL, die gegen die indonesischen Invasoren kämpfte. Hier gründete sie eine base de apoio, eine Widerstandsbasis, die Zuflucht für Flüchtlinge aus dem Distrikt Manatuto, Dili und Aileu bot.
1977 wurden hungrige Flüchtlinge, die sich aus den Bergen herab getraut hatten, um ihre Felder abzuernten, von indonesischen Soldaten wieder vertrieben. Die Soldaten brannten die Gärten nieder und erschossen das Vieh.
In Laclo gab es Ende 1979 ein indonesisches Lager für Osttimoresen, die zur besseren Kontrolle von den indonesischen Besatzern umgesiedelt werden sollten. Die Einwohner Laclos durften nur in nächster Umgebung auf dem steinigen Untergrund Ackerbau betreiben. Fast täglich starben Menschen an Hunger und Krankheit, bis ihnen 1980 von der indonesischen Armee wieder erlaubt wurde, ihre Felder außerhalb zu bewirtschaften. Die entlegenen Gebiete des Subdistrikts wurden entvölkert. Von 1970 bis 1980 sank die Bevölkerung Laclos von 6512 um 45,1 % auf 3578 Personen.
Am 6. September 1999 rechneten die Einwohner von Laclo mit einem Angriff durch die pro-indonesische Mahodomi-Miliz und die indonesische Armee. Die Menschen flohen in die Wälder, kehrten dann aber später am Tag wieder in ihre Häuser zurück. Am nächsten Tag flohen sie erneut, als Polizei und Militär öffentliche Gebäude niederbrannten und die Miliz durch die Straßen patrouillierte. Mindestens vier Menschen wurden ermordet, zahlreiche andere durch Schüsse verwundet.